# مسجد سلیمانیه

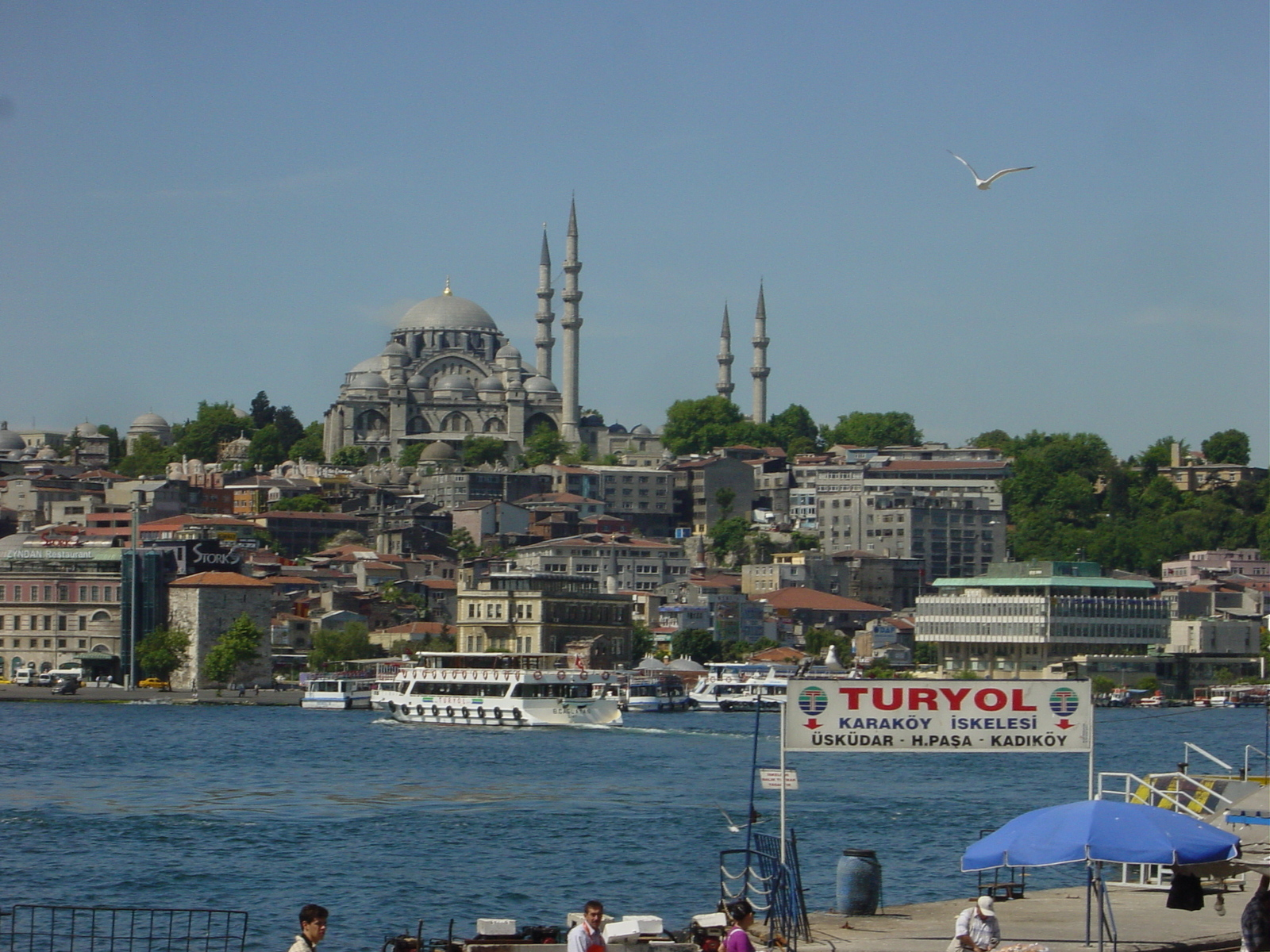
منظره‌ای از «خلیج» و مسجد سلیمانیه‌ای، استانبول

مسجد سلیمانیه در استانبول از مسجدهای جامع این شهر است که در سال‌های ۱۵۵۰ تا ۱۵۵۷ ساخته شد. این مسجد دومین مسجد بزرگ شهر استانبول محسوب می‌شود که یکی از نمادهای این شهر نیز می‌باشد.
این مسجد را معمار بزرگ عثمانی خواجه معمار سنان آغا به‌دستور پادشاه عثمانی سلطان سلیمان اول طرح کرد. ارتفاع گنبد این مسجد ۵۳ متر و قطر گنبد ۲۷٫۵ متر است. بنا به سنت عثمانی این مسجد چهار گلدسته دارد که نشانه مسجدهائی است که به امر شاهان ساخته می‌شد. سبک معماری آن، مانند دیگر کارهای سنان و معماران عثمانی ترکیبی از سبک معماری بیزانسی و اسلامی است.
بر پایهٔ رسم آن دوره این مسجد دارای ساختمان‌های جنبی مانند مدرسه و حمام و کتابخانه و کاروانسرا و بیمارستان و آشپزخانه عمومی نیز بوده‌است. این‌گونه ساختمان‌های جنبی را «کلیهٔ مسجد» (به ترکی عثمانی «جامع کلیه‌سی») می‌نامیدند.

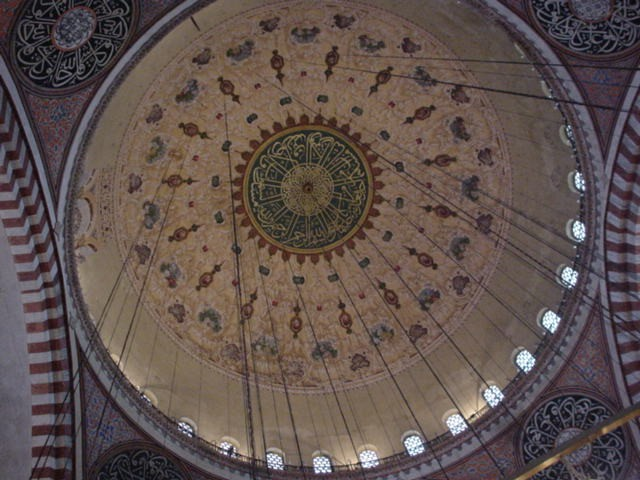
نمای داخلی گنبد

در باغ پشت این مسجد آرامگاه‌های سلیمان یکم و همسر و دخترش نیز آرامگاه‌های سلیمان دوم و احمد دوم قرار دارد.
مسجد سلیمانیه به دستور سلیمان یکم، یا سلیمان کبیر، بزرگترین و ثروتمندترین سلطان عثمانی ساخته شده‌است. ساخت بنا در سال ۱۵۵۰ آغاز شد و ۳۵۰۰ صنعتگری که روی آن کار می‌کردند مأموریت خود را طی ۷ سال به اتمام رسانیدند.

## پیشینه
در مسجد سلیمانیه استانبول، عناصر معماری اسلامی و بیزانسی ترکیب شده‌اند. این بنا مناره‌های بلند و باریک را در سبک کلیسای بیزانسی ایا صوفیه، با ساختمان‌هایی دارای گنبدهای بزرگ که با نیم گنبد مستحکم شده‌اند، ترکیب شده‌است. طراحی سلیمانیه نمایشگر تصور سلطان سلیمان از خودش به عنوان "سلیمان دوم" است. این حقیقت به قبة الصخرة که بر مکان معبد سلیمان بنا شده و مباهات ژوستنین هنگام تکمیل ساخت ایا صوفیه ("سلیمان! من از تو پیشی گرفته‌ام!") اشاره دارد. مسجد بر تپه سوم استانبول واقع شده‌است و دومین مسجد بزرگ شهر می‌باشد که می‌توانید در تور استانبول از آن بازدید کنید.
مسجد سلیمانیه که در عظمت، چیزی کم از بناهای ساخته شده قبل از خود ندارد، گواهی بر اهمیت تاریخی سلطان سلیمان است. با این وجود، سلیمانیه از الگوی اصلیش، ایا صوفیه کوچکتر است. مرمت‌های متعدد مسجد آنچه از دکوراسیون اولیهٔ سنان باقی مانده بود را نابود کردند (پاکسازی‌های جدید نشان می‌دهند که سنان قبل از اینکه رنگ غالب گنبد را قرمز کند، رنگ آبی را امتحان کرده بود).

## معماری
همچون دیگر مساجد امپراتوری استانبول، حیاط بزرگی (Avlu) در غرب مسجد قرار دارد. حیاط عظیم مسجد سلیمانیه با مجموعه‌ای از ستون‌های مرمر، سنگ خارا و سنگ آذرین احاطه شده‌است که گردشگران می‌توانند از آن بازدید کنند. مناره‌ها در چهار گوشه مسجد قرار گرفته‌اند. گنبد از اطراف با نیم گنبدها، از شمال و جنوب با طاق‌هایی با پنجره‌های مزینِ تقویت شده توسط تک‌سنگ‌های آذرین، احاطه شده‌است.
سنان تصمیم گرفت با پوشاندن استحکامات عظیمِ شمال/جنوب این ستون‌های مرکزی، معماری ای کاملاً نوآورانه انجام دهد. او استحکامات را درون دیوارها به صورتی قرار داد که برجستگی نیمی از آن‌ها در داخل و نیمهٔ دیگر در خارج ساختمان قرار گیرد و سپس با ساختن بالکن‌های ستون دار، برجستگی‌ها را پنهان کند.
یک بالکن یک طبقه ای داخل بنا و یک بالکن دو طبقه در خارج وجود دارند. تزیین داخلی ظریف است و تعداد محدودی کاشی ایزنیکی در آن به کار رفته‌است. طراحی محراب و منبر ساده و با مرمر سفید صورت گرفته‌است. بخش‌های چوبی کم تعدادند و با طرح‌های ساده با عاج و صدف مروارید تزئین شده‌اند.
همانند اکثرِ دیگر مساجد، مسجد سلیمانیه تنها برای پرستش ساخته نشده‌است. به جز سرسرای عبادت (camii) و حیاط (avlu)، عمارت همچنین شامل چهار مدرسهٔ قرآن (medrese)، حمام (hamam)، یک بیمارستان، یک کاروانسرا (kervansaray) و یک آشپزخانه عمومی (imaret) که برای فقرای مسلمان، مسیحی و یهودی غذا آماده می‌کرد، می‌شد.
خارج از دیوارهای مسجد و مقابل آن‌ها کاروانسرا (برای عموم بسته می‌باشد) و آشپزخانه‌های عمومی قرار دارند که امروزه به رستوران تبدیل شده‌اند. در کنار رستوران، پشت درخت‌ها یک کافه درون باغ گودی پنهان شده‌است که از جذابیت خاصی برخوردار می‌باشد.

## گورستان
پشت مسجد سلیمانیه یک گورستان و دو آرامگاه شامل مقبره‌های سلطان سلیمان اول و همسرش روکسلانا (خرم سلطان) که به زیبایی بازسازی شده‌اند، مقبره دخترش مهریماه، مادرش صالحه دل آشوب و خواهرش آسیه قرار دارند. دقیقاً خارج از دیوارهای مسجد و جلوی بنا، آرامگاه معمار سنان واقع شده‌است. این آرامگاه برای عموم و گردشگران تور استانبول قابل بازدید نیست.

## دسترسی به مسجد سلیمانیه استانبول
بهترین راه رسیدن به مسجد سلیمانیه از طریق خیابان پروفسور صدیق سامی اونار، در حومهٔ بازار می‌باشد. این خیابان هنوز به اسم «کوچهٔ معتادها» شناخته می‌شود زیرا چایخانه واقع در آن در گذشته مواد مخدر می‌فروختند. بعد از کوچه، وارد یک ورودی می‌شوید که در آنجا دیوارهای اطراف مسجد واقع شده و قبل بازدید هستند.
درمسیر رسیدن به مسجد سلیمانیه استانبول چشم‌اندازی از باغ‌های زیبا را مشاهد خواهید کرد. در ابتدا ورود به مسجد وضوخانه قابل رویت است، بعد از گذر از وضوخانه وارد حیاط خواهید شد، وسط حیاط یک آبنمای وضو قرار دارد. قبل از ورود به خود مسجد، چهار مناره قابل مشاهده هستند؛ این تعداد مناره تنها برای مساجدی که شخص سلطان دستور ساختشان را می‌داد مجاز بودند. مناره‌ها مجموعاً ده بالکن دارند؛ تعداد مناره‌ها نشان دهنده این حقیقت است که سلیمان کبیر دهمین سلطان عثمانی بوده‌است.
نشانی: Sinan Aga Mah. Zeyrek Cad. No:4 | Zeyrek, Fatih, Istanbul